# Quadrant (instrument)

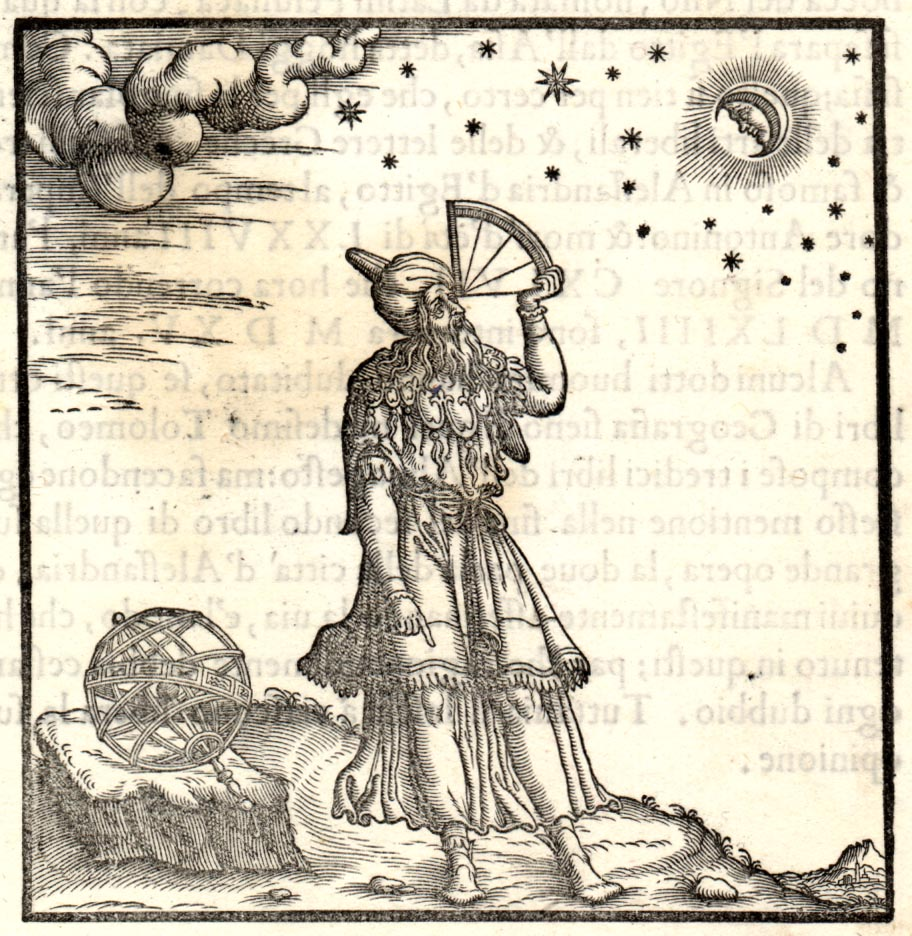
Ptolemeu fent ús d'un quadrant

El quadrant és un antic instrument utilitzat per a mesurar angles en astronomia i navegació. Es diu quadrant perquè consisteix en una placa metàl·lica o de fusta amb forma de quart de cercle. En un dels costats hi ha dues pínules (per dirigir-lo cap a l'astre desitjat) i l'arc està graduat en graus. Del vèrtex penja una plomada que indica la direcció vertical. La lectura s'obté de la posició de la corda de la plomada sobre l'arc graduat.
El quadrant es va aplicar a l'astronomia i a la navegació. Els astrònoms l'usaven per mesurar l'altura dels astres sobre l'horitzó. Els marins l'usaven sobretot per a determinar la latitud a la qual es trobaven (mesurant l'altura sobre l'horitzó de l'Estrella Polar o del sol al migdia) per determinar l'hora (mesurant l'altura del sol).
Un quadrant, com qualsevol altre instrument amb un arc graduat, és més precís com més gran és l'arc. Per a la navegació n'hi havia prou amb quadrants petits que un marí pogués sostenir amb facilitat. Al segle xvi l'astrònom danès Tycho Brahe, excèntric milionari que va construir un castell en una illa per fer observacions astronòmiques, va fabricar quadrants de fins a dos metres de radi. Es necessitaven diverses persones per moure'ls, però amb ells Tycho va obtenir les observacions astronòmiques més precises que s'havien fet mai. Els mesuraments de Tycho Brahe van ajudar a Johannes Kepler a descobrir que les òrbites dels planetes tenen forma el·líptica.